# Marta Rivera de la Cruz

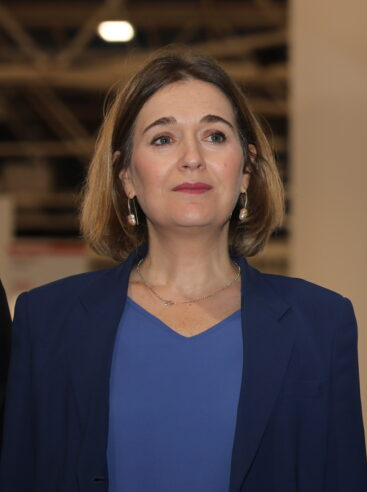
Marta Rivera de la Cruz, 2019

Marta María Rivera de la Cruz (* 4. Juni 1970 in Lugo) ist eine spanische Schriftstellerin, Politikerin und Journalistin, die in kastilischer Sprache schreibt. Sie ist dritte stellvertretende Bürgermeisterin der Stadt Madrid. Zuvor war sie von 2021 bis 2023 Ministerin für Kultur, Tourismus und Sport der Regierung der Autonomen Gemeinschaft Madrid.

## Biografie
Als Tochter des aus Lugo stammenden Journalisten Francisco Rivera Cela studierte sie Journalismus an der Fakultät für Informationswissenschaften der Universität Complutense Madrid, wo sie ebenfalls ein Postgraduiertenstudium absolvierte. Sie gehörte ebenfalls zum Gründungsteam der online verfügbaren literarischen Zeitschrift Espéculo.
Schon ihr erster Roman war ein Erfolg, der seitdem nicht nachließ. Sie begann ihre literarische Karriere im Jahr 1996 mit dem Werk El refugio, für das sie den Preis Premio de Novela Corta Joven y Brillante erhielt. Seitdem hat sie neben weiteren Romanen auch Jugendliteratur, Erzählungen und Essays veröffentlicht und war darüber hinaus am Verfassen von Drehbüchern beteiligt. 1998 erhielt sie die Auszeichnung Premio Ateneo Joven de Sevilla de Novela für den Roman Que veinte años no es nada, der von der unbändigen Leidenschaft Luisas für den zwanzig Jahre älteren berühmten Schriftsteller Cósimo Herrera handelt. Im Jahr 2006 war sie Finalistin des Preises Premio Planeta mit ihrem Roman En tiempo de prodigios, der zwei Jahre später mit mehr als 130000 verkauften Exemplaren zu einem der berühmtesten Werke der letzten Jahre wurde.
Marta Rivera de la Cruz ist auch als Verlegerin tätig: Sie war verantwortlich für die 2003 beim Verlag Espasa erschienene Anthologie Cuentos clásicos de Navidad sowie das 2004 in demselben Verlag veröffentlichte Buch La ciudad de las columnas von Alejo Carpentier, für das sie auch die Einleitung schrieb.
Sie ist Dozentin für Kreatives Schreiben an der Schule für literarisches Schaffen „Hotel Kafka“ in Madrid. Zudem arbeitet sie für verschiedene Medien wie El País Semanal, der Sonntagsbeilage der Zeitung El País, das Radioprogramm Al sur de la semana des Radiosenders COPE, La Sexta Noche (2013–2014) und Más vale tarde (2013–2014) des Fernsehsenders La Sexta, No nos moverán und Al Quite des Fernsehsenders Castilla-La Mancha Televisión (2013-heute) und Un tiempo nuevo des Fernsehsenders Telecinco (2014-heute).
Bis zum 7. Mai 2021 war sie Mitglied der liberal zu verortenden Partei Ciudadanos in der Autonomen Gemeinschaft Madrid.
Rivera de la Cruz war von 2016 bis 2019 Abgeordnete im Congreso de los Diputados, dem Abgeordnetenhaus des spanischen Parlamentes. Anschließend wurde sie zur Ministerin für Kultur und Tourismus der Autonomen Gemeinschaft Madrid in der Koalitionsregierung der liberal-konservativen Partei Partido Popular und der liberalen Partei Ciudadanos unter dem Vorsitz von Isabel Díaz Ayuso ernannt. Nach dem Bruch des Regierungsbündnisses im März 2021 verlor sie, ebenso wie die anderen von der Partei Ciudadanos gestellten Minister, ihren Posten. Zwei Monate später verließ sie die Partei und wurde nach der Parlamentswahl in der Autonomen Gemeinschaft Madrid 2021 von der wiedergewählten Präsidentin Isabel Díaz Ayuso erneut zur Ministerin für Kultur, Sport und Tourismus ernannt.

## Position zur Sprachpolitik in Galicien
Die Anwendung des Gesetzes Ley 3/1983 de normalización lingüística, das der galicischen Sprache offiziellen Charakter im öffentlichen Leben verleihen soll, wird im Bildungsbereich vom Decreto 124/2007 geregelt, das dem Galicischen eine Dominanz gegenüber der kastilischen Sprache in Galicien gewährt. Der Verein Galicia Bilingüe setzt sich für die sofortige Aufhebung dieses Decreto 124/2007 ein und wurde im Februar 2009 öffentlich von Rivera de la Cruz unterstützt.

## Werke

### Romane
- El refugio (1996). Preisträger von: II Premio de Novela Corta whisky J&B, Joven y Brillante.
- Que veinte años no es nada (Algaida, 1998). Preisträger von: III Premio Ateneo Joven de Sevilla de Novela.
- Linus Daff, inventor de historias (Plaza y Janés, 2000; Neuauflage im Jahr 2007 im Verlag Planeta mit dem Titel El inventor de historias).
- Hotel Almirante (Espasa-Calpe, 2002).
- En tiempo de prodigios (Planeta, 2006; im selben Jahr Finalist beim Premio Planeta).
- La importancia de las cosas (Planeta, 2009).
- La vida después (Planeta, 2011).
- La boda de Kate (Planeta, 2013).
  - deutsch: Kates Hochzeit (Thiele & Brandstätter Verlag, 2015).
- Nosotros, los de entonces (Planeta, 2016).

### Reiseliteratur
- Viajar a Chipre (Plaza y Janés, 2000; Leer-e, 2012).

### Essays
- Fiestas que hicieron historia (Temas de Hoy, 2001).
- Tristezas de amor (Espasa-Calpe, 2003).
- Grandes de España (Aguilar, 2004).

### Erzählungen
- "La vida prodigiosa de Martín Salazar" (2008, von der Autorin selbst online veröffentlicht).
- "Los tres cumpleaños de los Pérez Fontán" (2014, online veröffentlicht in der Reihe Historias de la Clínica, Clinica Universidad de Navarra).

### Kinder- und Jugendliteratur
- Otra vida para Cristina (Anaya, 2007).
- La primera tarde después de Navidad (Anaya, 2008). Preisträger von: V Premio de Anaya de Literatura Infantil y Juvenil.
- Sombras (Ediciones Destino, 2010).

### Drehbücher
- Co-Drehbuchautorin von La conjura de El Escorial (2008) unter der Regie von Antonio del Real.

### Mitwirkung an weiteren Werken
- "El beso del andén", erschienen in der Anthologie Sobre raíles (Imagine Ediciones, 2001).
- "1934", erschienen im Reisebuch Traslatio literaria y xacobea (Imagine Ediciones, 2007)

## Auszeichnungen
- 1996, II Premio de Novela Corta whisky J&B, Joven y Brillante für El Refugio.
- 1998, III Premio Ateneo Joven de Sevilla de Novela für Que veinte años no es nada.
- 2006, Finalistin des Premio Planeta für En tiempo de prodigios.
- 2007, Gallega de Diciembre des Preises "Gallegos del año" (Grupo Correo Gallego).
- 2008, XV Premio Puro de Cora de Periodismo, verliehen von der Zeitung El Progreso.
- 2008, V Premio Anaya de Literatura Infantil y Juvenil für La primera tarde después de Navidad.